# 460-я бронетанковая бригада «Бней Ор»
460-я бронетанковая бригада «Бней Ор» (ивр. חטיבה 460‎) — учебно-тренировочная бронетанковая бригада Армии Обороны Израиля. Находится в составе Южного военного округа.

## Структура
- 195-й учебный батальон «Адам». Комплектуется танками Меркава 2
- 198-й учебный батальон «Эзуз». Комплектуется танками Меркава 3
- 532-й учебный батальон «Шелах». Комплектуется танками Меркава 4
- 196-й учебный батальон «Шахак» для подготовки командиров танковых экипажей.
- учебный батальон «Маген» («щит») для подготовки инструкторов.